# Parachlaena greenwoodi
Parachlaena greenwoodi är en tvåvingeart som först beskrevs av Mario Bezzi 1928.  Parachlaena greenwoodi ingår i släktet Parachlaena och familjen borrflugor.
Artens utbredningsområde är Fiji. Inga underarter finns listade i Catalogue of Life.